# Diana Doll
Diana Doll (* 22. července 1976, Liptovský Mikuláš) je slovenská pornoherečka a modelka.
Diana Doll vystupovala původně pod jménem Sue Diamond, ale kvůli možné záměně s jinou slovenskou modelkou Suzie Diamond ho přestala používat.

## Kariéra
Před startem kariéry pracovala jako grafická designerka. V pornobyznisu začala poměrně pozdě – ve věku 25 let. První film Brazilian Snake natočila v roce 2001. Její kariéra pornoherečky a modelky se ale začala naplno vyvíjet až dva roky později v USA. Účinkovala v produkcích známých evropských a amerických studií. Mezi lety 2004 – 2006 dočasně přerušila natáčení scén s muži a soustředila se na lesbické a sólo scény. V letech 2008 a 2009 byla na AVN Awards nominována na Nejlepší zahraniční herečku roku.

## Ocenění
- 2008 AVN Award – nominována na Nejlepší zahraniční herečku roku
- 2009 AVN Award – nominována na Nejlepší zahraniční herečku roku